# Ivchenko AI-25

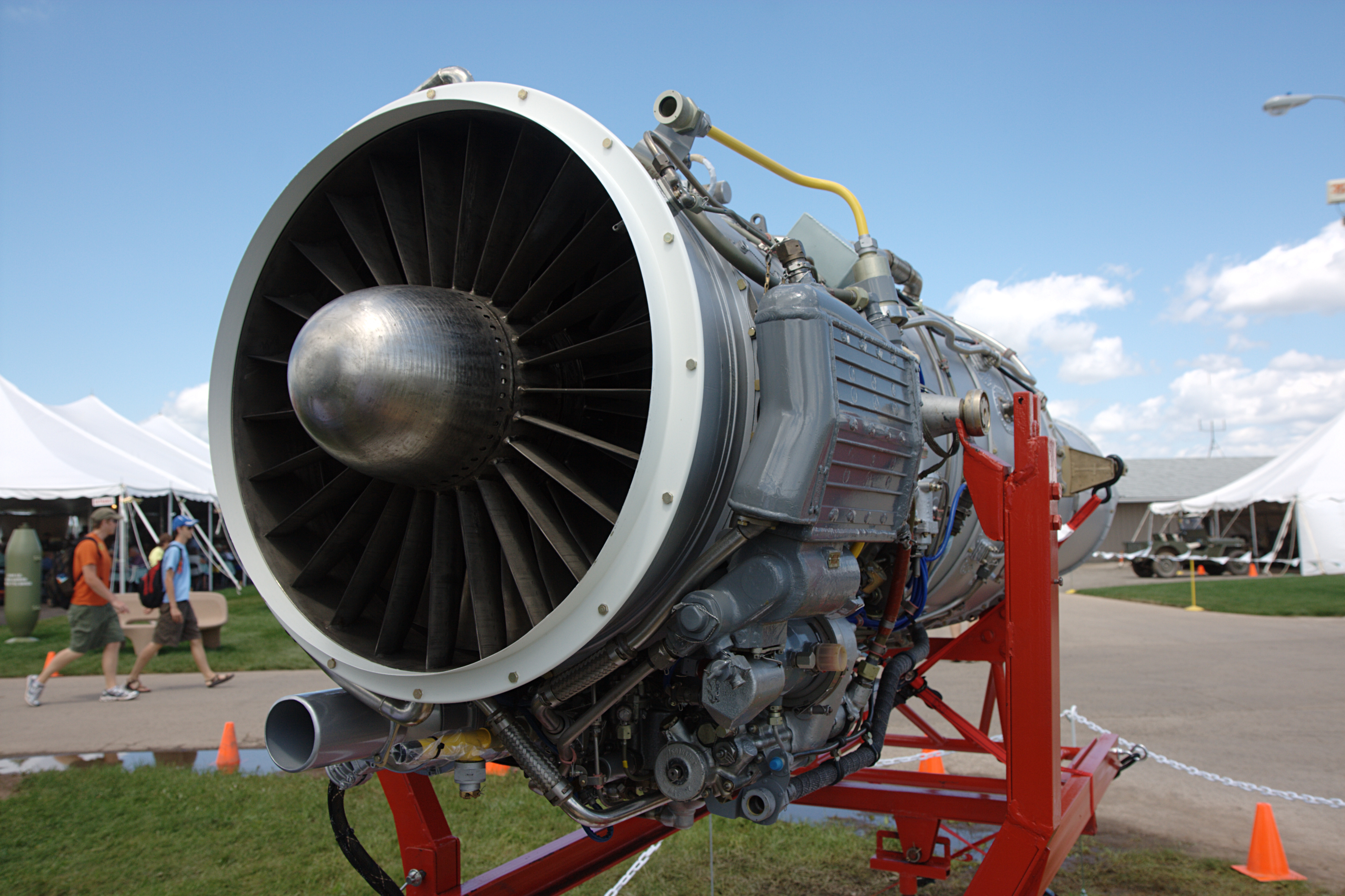
Um AI-25 de um Aero L-39 Albatros

Ivchenko AI-25 é uma família de motores turbofan de bypass médio com dois eixos, para uso civil e militar, desenvolvido pela Ivchenko OKB na União Soviética. Foi o primeiro motor turbofan utilizado em aeronaves de curto alcance na URSS. O motor ainda é produzido pela fabricante ucraniana de motores aeronáuticos Motor Sich.

## Desenvolvimento
O AI-25 foi projetado para motorizar o avião comercial trimotor Yakovlev Yak-40, normalmente conhecido como o primeiro jato regional de transporte, sendo também o ponto de partida para o motor turbofan Lotarev DV-2. O projeto foi iniciado em 1965, tendo o primeiro voo sido realizado em 1966 e finalmente liberado para produção em 1967. Em 1972, o AI-25 foi selecionado para o polonês PZL M-15 Belphegor, o único biplano a jato do mundo.
O desenvolvimento do AI-25 continuou e o mais potente AI-25TL foi projetado para o avião de treinamento militar checoslovaco Aero L-39, tendo seu primeiro voo ocorrido em 1968. O L-39, se tornaria então um dos mais populares e difundidos aviões de treinamento no mundo, com mais de 3.000 unidades produzidas e cerca de 2.900 ainda em uso nos dias de hoje. Uma versão menor do AI-25TL, o AI-25TLK equipou o avião de treinamento de caça chinês Hongdu L-11.
O AI-25TLK também é produzido sob licença na China como WS-11. Outra variante do AI-25, é o AI-25TLSh da década de 1990, que foi passou por testes do Ministério de Defesa da Ucrânia em 2002. A Ivchenko-Progress atualmente vende o AI-25TLSh como uma atualização para os operadores do L-39 e JL-8, aumentando o tempo de vida útil destas aeronaves e melhorando seu desempenho. O último AI-25 lançado foi o AI-25TL Série 2 projetado para o Mikoyan MiG-AT.

## Variantes
AI-25
AI-25A
AI-25TL
AI-25TL série 2
AI-25TLK
AI-25TLSh
AI-25W
AI-25WM
WS-11(WoShan - turbofan) O AI-25TLK produzido sob licença na China para o Hongdu L-11
Walter Titan(AI-25WM)
Walter Sirius

## Aplicações
- Aero L-39 Albatros
- Comp Air Jet
- Hongdu JL-8
- PZL M-15 Belphegor
- Yakovlev Yak-40
- KB SAT SR-10